# St Ninians
St Ninians, auch St Ringans ist eine ehemalige Ortschaft in der schottischen Council Area Stirling, wo sie eine der 42 Community Council Areas bildet. Heute ist sie Teil der Stadt Stirling. Sie lag in der traditionellen Grafschaft Stirlingshire. Benannt war sie nach dem heiligen Ninian von Whithorn.
Die Jakobiten nutzten die ehemalige Pfarrkirche von St Ninians als Waffenlager. Der aus dem Jahre 1734 stammende Kirchturm ist der einzige Gebäudeteil, der eine Explosion im Jahre 1746 überstand und noch heute ein markantes Objekt darstellt. 1751 wurde ein neues Kirchengebäude an einer anderen Stelle errichtet. Während des 18. und 19. Jahrhunderts waren in St Ninians Tartan-Weber ansässig. Ferner wurde dort Kohle abgebaut.
Zwischen 1818 und 1860 wurde in der Chartershall-Brennerei in St Ninians Whisky gebrannt.

## Persönlichkeiten
- Robert Henry (* 18. Februar 1718 in St Ninians; † 24. November 1790 in Edinburgh), Historiker und Autor